# ノルム多元体
数学におけるノルム多元体（のるむたげんたい、英: normed division algebra; ノルム付き可除代数）とは、乗法的なノルムを持つ多元体のことである。すなわち、実または複素数体上のノルム多元体 A は、多元体であって、かつ任意の x, y ∈ A に対して
{\displaystyle \|xy\|=\|x\|\|y\|}
を満たすノルム ǁ•ǁに関してノルム線型空間の構造も持つ。
定義からは無限次元のノルム多元環と言うものも考えることができるが、実はこれは起こらない。実数体上のノルム多元体は同型の違いを除いて
- 実数体 R,
- 複素数体 C,
- 四元数体 H,
- 八元数体 O

しかなく、これはフルヴィッツの定理として知られる。上記のノルム多元体のノルムは何れも標準的な絶対値によって与えられる。最初の三つが結合多元環である一方、八元数体は弱い形の結合性しか持たず交代代数になることに注意。
複素数体上の結合的ノルム多元体（ノルム線型体）は複素数体それ自身のみである。

## 分類
実多元体の分類はフロベニウスに始まり、フルヴィッツが続いて、一般の形はツォルンによって完成された。この辺りの簡潔な歴史的概要は Badger (2006) に見つかる。
完全な証明は Kantor & Solodovnikov (1989) および Shapiro (2000)にある。 基本的な考え方としては、多元環 A が 1 に比例するならばそれは実数体に同型であり、さもなくば 1 に比例する部分多元環に同型な部分多元環をケーリー＝ディクソン構成を用いて拡張して、1 に直交するベクトル e を導入すれば、得られる部分多元環は複素数体に同型になる。それでも A 全体を尽くさないならば再びケーリー＝ディクソン構成を適用して全複素数と直交するベクトルをとれば、四元数体に同型な部分多元環を得る。それでも全体を尽くさないならば、三度ケーリー＝ディクソン構成によってケーリー数（八元数）体と同型な部分多元環を得るが、このとき A の 1 を含む A でない任意の部分多元環が結合的であることが定理としてわかっているので、結合的でない八元数体は従って A と一致しなければならない、という具合である。

## フルヴィッツの定理
フルヴィッツの定理（"1, 2, 4, 8 定理"）はアドルフ・フルヴィッツにより1898年に示されたもので、「n 個の平方数の和が n 個の平方数の和同士の（双線型な）積に表されるのは n が 1, 2, 4, 8 の何れかに等しい場合に限る」というものである。もともとの証明では二次形式は C に係数を持つものであったが、標数が 2 でない任意の体にまで拡張されている。

## 合成代数
ノルム多元体は合成代数の特別の場合である。合成代数とは、乗法的二次形式を備えた単位的多元環である。一般の合成代数は必ずしも可除ではなく、零因子を持ち得る。実数体上であれば、ノルム多元体を成すもの以外に三種類、分解型複素数環、分解型四元数環、分解型八元数環が加わる。

## 注記
1. ↑  Porteous (1969) p.277
2. ↑  JA Nieto and LN Alejo-Armenta (2000). “Hurwitz theorem and parallelizable spheres from tensor analysis”. Arxiv preprint hep-th/0005184. arXiv:hep-th/0005184.
3. ↑  Kevin McCrimmon (2004). “Hurwitz's theorem 2.6.2”. A taste of Jordan algebras. Springer. p. 166. ISBN 0-387-95447-3. "Only recently was it established that the only finite-dimensional real nonassociative division algebras have dimensions 1,2,4,8; the algebras were not classified, and the proof was topological rather than algebraic."
4. ↑  Georg Frobenius (1878). “Über lineare Substitutionen und bilineare Formen”. J. Reine Angew. Math. 84:  1-63.
5. ↑  Adolf Hurwitz (1898). “Ueber die Composition der quadratischen Formen von beliebig vielen Variabeln (On the composition of quadratic forms of arbitrary many variables)” (German). Nachr. Ges. Wiss. Göttingen:  309-316. JFM 29.0177.01.
6. ↑  Max Zorn (1930). “Theorie der alternativen Ringe”. Abh. Math. Sem. Univ. Hamburg 8:  123-147.
7. ↑  Matthew Badger (2006年). “Division algebras over the real numbers”. 2011年6月7日時点のオリジナルよりアーカイブ。2012年9月27日閲覧。
8. ↑  Kantor, I.L.; Solodovnikov, A.S. (1989). “Normed algebras with an identity. Hurwitz's theorem.”. Hypercomplex numbers. An elementary introduction to algebras. Trans. A. Shenitzer (2nd ed.). Springer-Verlag. p. 121. ISBN 0-387-96980-2. Zbl 0669.17001
9. ↑  Shapiro, Daniel B. (2000). “Appendix to Chapter 1. Composition algebras”. Compositions of quadratic forms. de Gruyter Expositions in Mathematics. 33. Berlin: Walter de Gruyter. pp. 21 ff. ISBN 3-11-012629-X. Zbl 0954.11011
10. ↑  Joe Roberts (1992). “Square identities”. Lure of the integers. Cambridge University Press. ISBN 0-88385-502-X
11. ↑  Lam (2005) p.130
12. ↑  Rajwade (1993) p.3

## 関連文献
- John H. Conway, Derek A. Smith On Quaternions and Octonions. A.K. Peters, 2003.
- John Baez, The Octonions, AMS 2001.